# Giải phóng trại tập trung Auschwitz
Ngày 27 tháng 1 năm 1945, Trại tập trung Auschwitz - một Trại tập trung của Đức Quốc xã nơi có hơn một triệu người đã bị giết - được giải phóng bởi Hồng quân Liên Xô trong Chiến dịch Wisla-Oder. Mặc dù hầu hết các tù nhân đã bị buộc phải đi diễu hành cho đến chết, khoảng 7.000 người đã bị bỏ lại. Những người lính Liên Xô đã cố gắng giúp đỡ những người sống sót và bị sốc bởi tội ác của Đức Quốc xã. Ngày này được công nhận là Ngày tưởng niệm Holocaust quốc tế.

## Bối cảnh
Từ năm 1940 đến năm 1945, khoảng 1,3 triệu người (chủ yếu là người Do Thái) đã bị Đức Quốc xã trục xuất đến Auschwitz; 1,1 triệu người đã bị sát hại. Vào tháng 8 năm 1944, có hơn 135.000 tù nhân trên khắp khu phức hợp này. Vào tháng 1 năm 1945, sau khi Hồng quân phát động Chiến dịch Wisla-Oder và tiếp cận trại, gần 60.000 tù nhân đã buộc phải rời đi trong một cuộc diễu hành chết về phía tây. Các tù nhân đã di chuyển đến Loslau và Gleiwitz, nơi họ bị buộc lên xe chở và được chuyển đến các trại tập trung ở Đức. Tuy nhiên, việc giải phóng trại không phải là mục tiêu cụ thể của Hồng quân và việc xảy ra chỉ là do hậu quả của việc họ tiến quân về phía tây trên khắp Ba Lan. Hồng quân đã giải phóng các trại tập trung ở khu vực Baltic vào đầu năm đến giữa năm 1944 và các trại tập trung khác tiếp tục được giải phóng cho đến khi Đức đầu hàng vào tháng 5 năm 1945.

## Giải phóng
Các binh sĩ Hồng quân thuộc Sư đoàn súng trường 322 đã đến Auschwitz vào ngày 27 tháng 1 năm 1945 lúc 15:00. 231 binh sĩ Hồng quân đã chết trong trận chiến quanh trại tập trung Monowitz, Birkenau và Auschwitz I cũng như các thị trấn Oświęcim và Brzezinka. Đối với hầu hết những người sống sót, không có thời điểm giải thoát nhất định. Sau cái chết bởi cuộc diễu hành khỏi trại, lính canh SS đã rời đi.
Khoảng 7.000 tù nhân đã bị bỏ lại, hầu hết trong số họ bị bệnh nặng do ảnh hưởng của việc bị giam cầm. Hầu hết những người bị bỏ lại là người trung niên hoặc trẻ em dưới 15 tuổi. Các binh sĩ Hồng quân cũng tìm thấy 600 xác chết, 370.000 bộ quần áo nam, 837.000 vật phẩm quần áo phụ nữ và 7 tấn tóc người. Tại trại Monowitz, có khoảng 800 người sống sót và trại cũng được giải phóng vào ngày 27 tháng 1 bởi Quân đoàn 60 Liên Xô, một phần của Phương diện quân Ukraina 1.
Những người lính đã trở nên cứng rắn trong trận chiến do đã quen với cái chết thật sự quá sốc bởi cách đối xử với tù nhân của Đức Quốc xã. Tướng Hồng quân Vasilii Petrenko, chỉ huy Sư đoàn Bộ binh 107, nhận xét: "Tôi thấy người ta chết hàng ngày và đã thật sự bị sốc bởi thù hận không thể diễn tả của Đức Quốc xã đối với các tù nhân đã bị biến thành bộ xương sống. Tôi đọc nhiều tuyên truyền khác nhau về cách đối xử tồi của Do Thái, nhưng không thấy gì ngoài cách đối xử của chính bọn Đức Quốc xã đối với phụ nữ, trẻ em và người già Do Thái. Chính tại Auschwitz, tôi đã tìm hiểu về số phận của người Do Thái." Trong một vài bài báo trên các tờ báo của Liên Xô như Pravda, tuyên truyền của Liên Xô đã không đề cập đến người Do Thái trong các bài viết của họ về việc giải phóng.
Ngay khi đến nơi, các lực lượng giải phóng (được Hội Chữ thập đỏ Ba Lan hỗ trợ) đã cố gắng giúp đỡ những người sống sót bằng cách tổ chức chăm sóc y tế và thực phẩm; Bệnh viện Hồng quân chăm sóc 4.500 người sống sót. Cũng có những nỗ lực để ghi chép tư liệu lại trại này. Cuối tháng 6 năm 1945, vẫn còn 300 người sống sót trong trại quá yếu để có thể di chuyển.

## Kỷ niệm
Ngày giải phóng (27 tháng 1) được công nhận bởi Liên Hợp Quốc và Liên minh châu Âu như Ngày tưởng niệm quốc tế Holocaust. Nhân kỷ niệm 75 năm (2020), một diễn đàn của các nhà lãnh đạo thế giới, Diễn đàn Diệt chủng Thế giới, sẽ được tổ chức tại Israel, do Tổng thống Reuven Rivlin chủ trì. Trong số những người tham dự sẽ có Chủ tịch Hạ viện Hoa Kỳ, bà Nancy Pelosi, Tổng thống Nga Vladimir Putin, Charles, Hoàng tử xứ Wales, Tổng thống Đức Frank-Walter Steinmeier, và Volodymyr Zelensky - tổng thống Ukraine.